# Sainte-Marie-la-Blanche
Sainte-Marie-la-Blanche este o comună în departamentul Côte-d'Or, Franța. În 2009 avea o populație de 814 de locuitori.

## Evoluția populației
| An        | 1975 | 1982 | 1990 | 1999 | 2006 | 2009 |
| --------- | ---- | ---- | ---- | ---- | ---- | ---- |
| Populație | 484  | 696  | 693  | 672  | 766  | 814  |